# Couëron
Couëron est une commune de l'Ouest de la France, située dans le département de la Loire-Atlantique, en région Pays de la Loire. Située à l'ouest de Nantes, elle fait partie des 24 communes de Nantes Métropole. Elle fait aussi partie de la Bretagne historique, située en pays Nantais, un des pays traditionnels de Bretagne.

## Géographie

### Situation
Couëron est situé sur la rive nord de la Loire, à 16 km à l'ouest de Nantes. Selon le classement établi par l'Insee en 1999, Couëron est une commune urbaine, une des 24 communes de banlieue de l’unité urbaine de Nantes (ou « agglomération », la seconde par la superficie).

#### Communes limitrophes
Les communes limitrophes sont  Indre, Le Pellerin, Saint-Herblain, Saint-Jean-de-Boiseau, Saint-Étienne-de-Montluc et Sautron.
| Saint-Étienne-de-Montluc | Sautron                     | Orvault        |
| Saint-Étienne-de-Montluc | Couëron                     | Saint-Herblain |
| Loire Le Pellerin        | Loire Saint-Jean-de-Boiseau | Indre          |

### Géologie
La commune de Couëron est traversée par le Sillon de Bretagne.

### Hydrographie

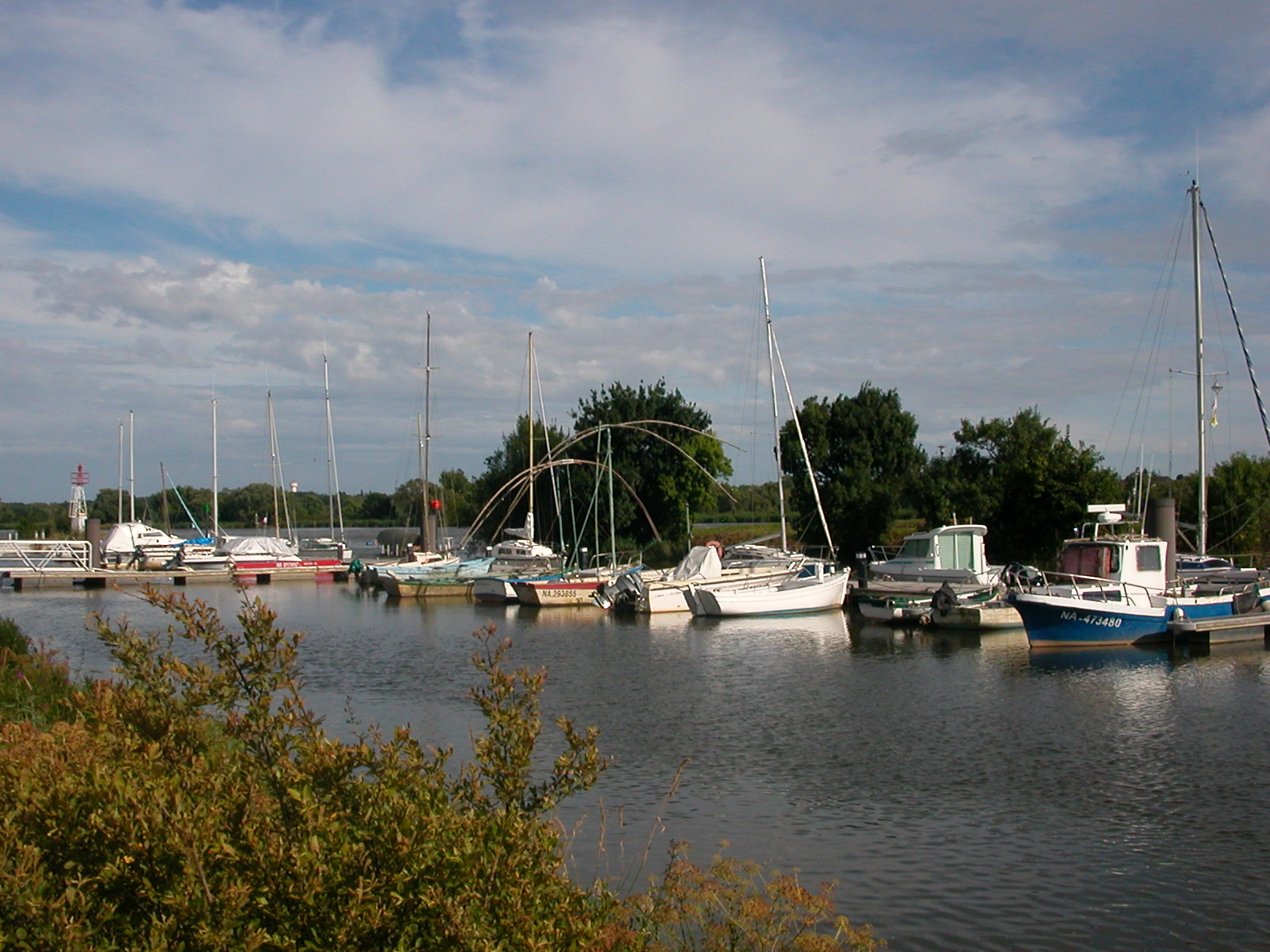
Le port de Couëron.

La partie sud de la commune longe la Loire et marque l'endroit où le fleuve prend son aspect et son régime d'estuaire. Le fleuve subit largement l’influence des Marées.
Le nord est arrosé par la Chézine, petit affluent de la Loire.
Le marais Audubon couvre près de la moitié des 4 400 hectares de la commune. Il communique avec la Loire par les étiers du Dareau, de la Musse et de la Bouma.
Le lac de Beaulieu situé entre le centre bourg et la Chabossière couvre une superficie de 18 hectares. Il a été créé en 1992 afin de favoriser la reproduction des poissons et le développement de la faune et de la flore, il est principalement alimenté par l'étier de Beaulieu qui forme en aval du lac le marais de Beaulieu.

### Topographie
La commune est bordée au sud par la Loire. La vaste (44,03 km2) superficie de la commune est regroupée en plusieurs espaces : 
- À l’ouest un vaste marais, le marais Audubon, première zone d'expansion de crue de l’estuaire de la Loire à l’aval de Nantes ;
- En bordure de Loire deux collines, Couëron-bourg (à l’ouest) et la Chabossière (à l’est), qui sont les zones urbanisées. Elles sont séparées par l'étier de Beaulieu (Pont de Retz) qui permet l’écoulement du lac de Beaulieu.
- enfin un vaste plateau en pente, parsemé de hameaux, qui rejoint au nord le sillon de Bretagne.

### Climat
Pour des articles plus généraux, voir Climat des Pays de la Loire et Climat de la Loire-Atlantique.
En 2010, le climat de la commune est de type climat océanique franc, selon une étude du CNRS s'appuyant sur une série de données couvrant la période 1971-2000. En 2020, Météo-France publie une typologie des climats de la France métropolitaine dans laquelle la commune est exposée à un climat océanique et est dans la région climatique  Bretagne orientale et méridionale, Pays nantais, Vendée, caractérisée par une faible pluviométrie en été et une bonne insolation. 
Pour la période 1971-2000, la température annuelle moyenne est de 12,2 °C, avec une amplitude thermique annuelle de 13,4 °C. Le cumul annuel moyen de précipitations est de 792 mm, avec 12,7 jours de précipitations en janvier et 6,3 jours en juillet. Pour la période 1991-2020, la température moyenne annuelle observée sur la station météorologique de Météo-France la plus proche, « Nantes-Bouguenais », sur la commune de Bouguenais à 9 km à vol d'oiseau, est de 12,7 °C et le cumul annuel moyen de précipitations est de 819,5 mm,. Pour l'avenir, les paramètres climatiques de la commune estimés pour 2050 selon différents scénarios d'émission de gaz à effet de serre sont consultables sur un site dédié publié par Météo-France en novembre 2022.
| Mois                                  | jan.           | fév.             | mars          | avril         | mai             | juin          | jui.           | août           | sep.           | oct.            | nov.            | déc.             | année      |
| ------------------------------------- | -------------- | ---------------- | ------------- | ------------- | --------------- | ------------- | -------------- | -------------- | -------------- | --------------- | --------------- | ---------------- | ---------- |
| Température minimale moyenne (°C)     | 3,4            | 3                | 4,9           | 6,6           | 9,8             | 12,7          | 14,3           | 14,2           | 11,8           | 9,5             | 5,9             | 3,7              | 8,3        |
| Température moyenne (°C)              | 6,4            | 6,7              | 9,2           | 11,4          | 14,7            | 17,8          | 19,7           | 19,8           | 17,1           | 13,5            | 9,4             | 6,7              | 12,7       |
| Température maximale moyenne (°C)     | 9,3            | 10,5             | 13,5          | 16,2          | 19,6            | 23            | 25,1           | 25,4           | 22,4           | 17,6            | 12,9            | 9,8              | 17,1       |
| Record de froid (°C) date du record   | −13 16.01.1985 | −15,6 15.02.1956 | −9,6 01.03.05 | −2,8 07.04.08 | −1,5 01.05.1945 | 3,8 01.06.06  | 5,8 10.07.1948 | 5,6 07.08.1956 | 2,8 19.09.1952 | −3,3 30.10.1997 | −6,8 21.11.1993 | −10,8 21.12.1946 | −15,6 1956 |
| Record de chaleur (°C) date du record | 18,2 27.01.03  | 22,6 27.02.19    | 24,2 30.03.21 | 28,3 30.04.05 | 32,8 26.05.17   | 39,1 18.06.22 | 42 18.07.22    | 39,6 07.08.20  | 35,4 09.09.23  | 30,4 09.10.23   | 21,8 01.11.15   | 18,4 04.12.1953  | 42 2022    |
| Ensoleillement (h)                    | 726            | 1 023            | 1 473         | 1 827         | 2 034           | 2 131         | 229            | 2 326          | 1 987          | 1 227           | 913             | 776              | 18 733     |
| Précipitations (mm)                   | 87,9           | 67,5             | 58,4          | 58,3          | 61              | 48,5          | 44,2           | 50,3           | 59,5           | 88,8            | 94,1            | 101              | 819,5      |

## Urbanisme

### Typologie
Au 1er janvier 2024, Couëron est catégorisée ceinture urbaine, selon la nouvelle grille communale de densité à sept niveaux définie par l'Insee en 2022.
Elle appartient à l'unité urbaine de Nantes, une agglomération intra-départementale regroupant 22  communes, dont elle est une commune de la banlieue,,. Par ailleurs la commune fait partie de l'aire d'attraction de Nantes, dont elle est une commune de la couronne,. Cette aire, qui regroupe 116 communes, est catégorisée dans les aires de 700 000 habitants ou plus (hors Paris),.

### Occupation des sols
L'occupation des sols de la commune, telle qu'elle ressort de la base de données européenne d’occupation biophysique des sols Corine Land Cover (CLC), est marquée par l'importance des territoires agricoles (74 % en 2018), en diminution par rapport à 1990 (76,7 %). La répartition détaillée en 2018 est la suivante : 
prairies (39,3 %), zones agricoles hétérogènes (22,6 %), zones urbanisées (13,2 %), terres arables (12,1 %), eaux continentales (5,7 %), zones industrielles ou commerciales et réseaux de communication (4,2 %), zones humides intérieures (1,1 %), mines, décharges et chantiers (0,7 %), forêts (0,6 %), milieux à végétation arbustive et/ou herbacée (0,5 %). L'évolution de l’occupation des sols de la commune et de ses infrastructures peut être observée sur les différentes représentations cartographiques du territoire : la carte de Cassini (XVIIIe siècle), la carte d'état-major (1820-1866) et les cartes ou photos aériennes de l'IGN pour la période actuelle (1950 à aujourd'hui).

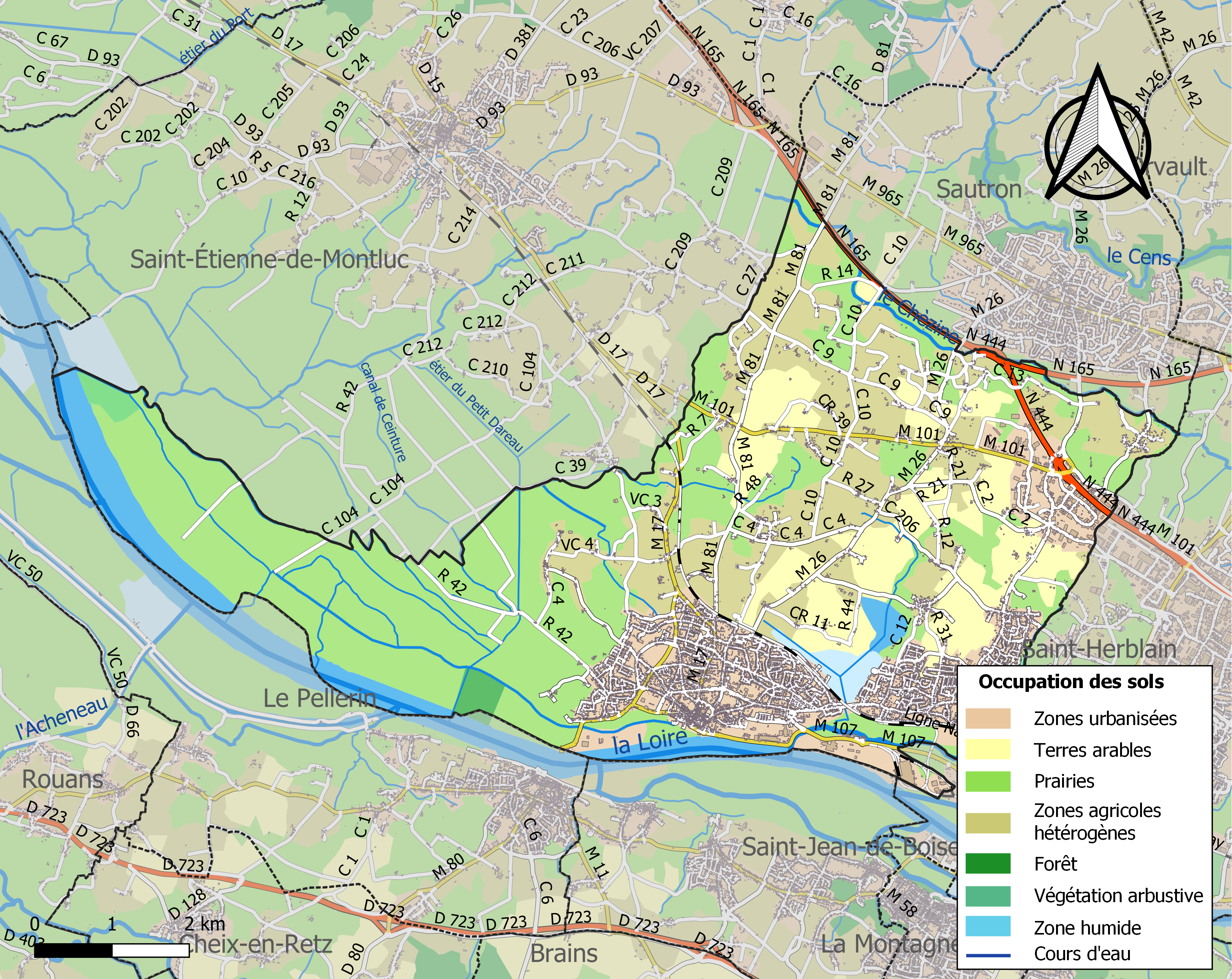
Carte des infrastructures et de l'occupation des sols de la commune en 2018 (CLC).

### Morphologie
La population de la commune est répartie entre deux secteurs principaux :
- Couëron Bourg, qui s'étend d'une part au bord de la Loire, d'autre part sur le versant du Sillon de Bretagne ;
- La Chabossière, un quartier de développement récent, qui est plus proche de Nantes. C'est là qu'ont été installées, au début du XXe siècle, plusieurs cités ouvrières.

### Transports
Couëron est desservie par 4 lignes de bus (71, 91, 93 et E1) et une navette du marché d'Indre du réseau TAN.
Le nord de la commune est également desservie par la ligne 350 du réseau régional Aléop.
La commune dispose aussi d'une gare ferroviaire desservie par le réseau TER Pays de la Loire.
Un bac permet de relier Couëron (nord Loire, rive droite) au Pellerin (sud Loire, rive gauche).

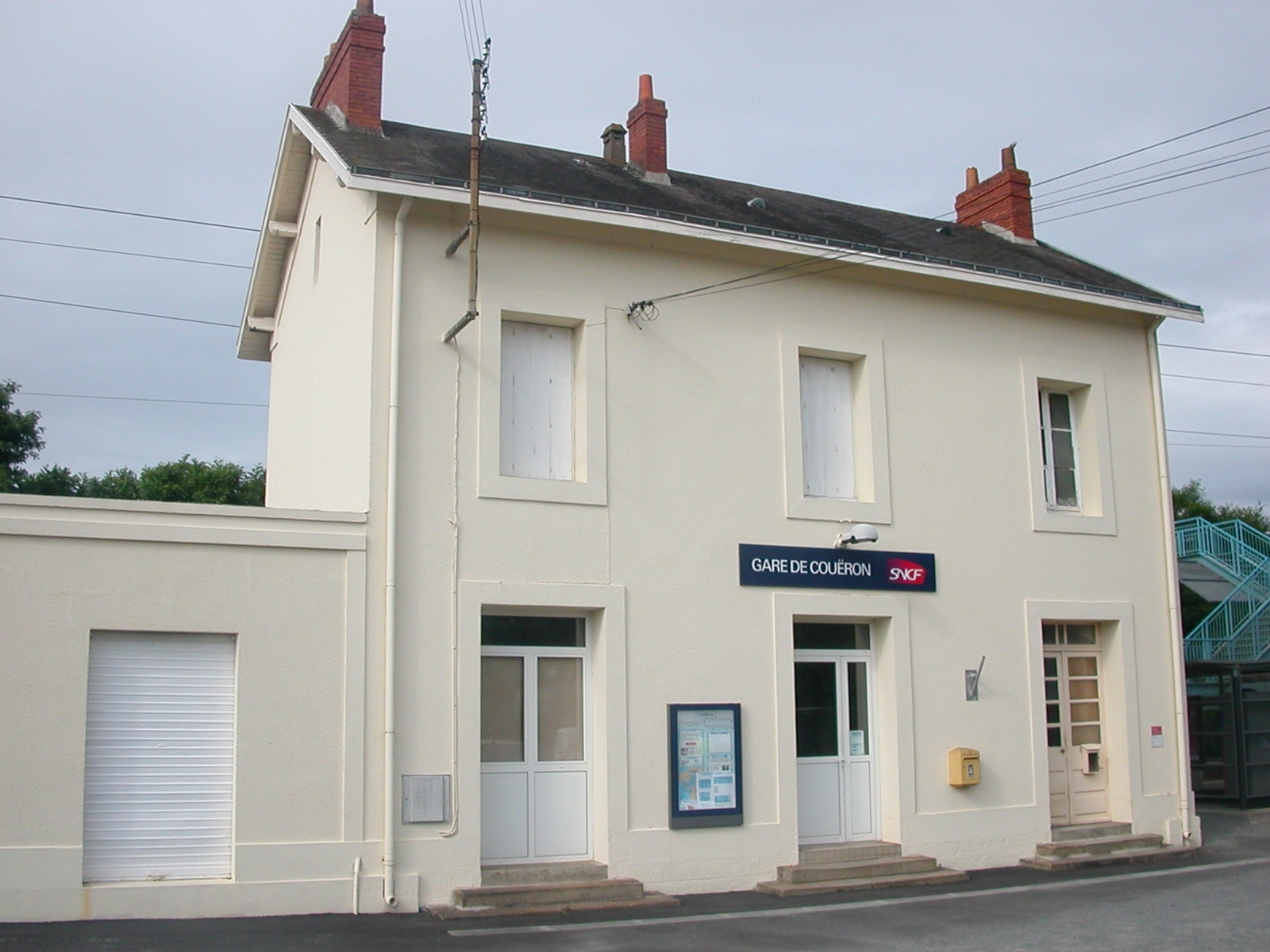
La gare SNCF.
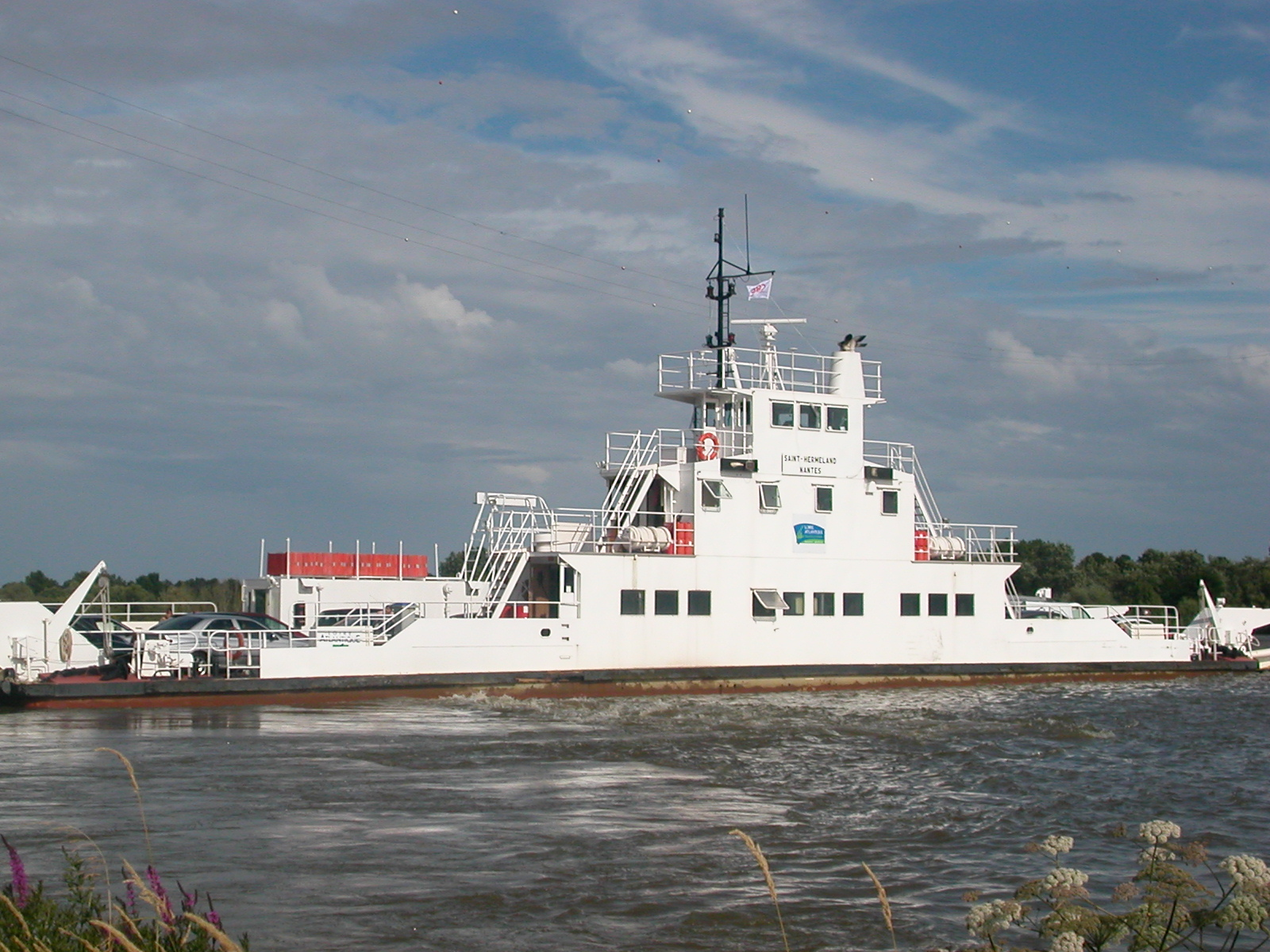
Le bac vers Le Pellerin.

## Toponymie
Le nom de la localité est attesté sous la forme Coiron en 849.
D'un type *Corione, radical Cori- + suffixe gaulois et latin -one(m). Le premier élément Cori- représente peut-être un nom de personne latin Corius (comprendre gallo-romain, Corius étant un nom gaulois) ou le gaulois corios « armée », d'où le sens global de « lieu ou propriété de Corius » ou de « lieu de l'armée »> « terrain (d'entrainement) militaire ». À noter que le mot gaulois corionos désigne le « chef d'armée ».
Couëron possède un nom en gallo, la langue d'oïl locale, écrit Couéron ou Couaron selon l'écriture ABCD et l'écriture MOGA, ou Coéron selon l'écriture ELG . En gallo, le nom de la commune se prononce [kweʁɔ̃] ou [kwaʁɔ̃]. En breton, la commune est dénommée Koeron

## Histoire

### Moyen Âge
Au début du XVe siècle, Couëron passe au moins en partie dans le domaine des ducs de Bretagne. C'est là que le duc François II a signé avec les représentants du roi Charles VIII le traité mettant fin à la guerre franco-bretonne et cédant au roi le contrôle sur la succession de Bretagne. François II meurt à Couëron le 9 septembre suivant (1488), ne laissant qu'une fille : la duchesse Anne.

### Époque moderne
Durant cette période, Couëron devient un des nombreux points de transbordement des armateurs du port de Nantes, grâce au site de Port-Launay. L'apogée de l'activité portuaire se situe de 1620 à 1740 ; à Port-Launay, il y a outre la cale (encore visible, mais désormais en retrait du fleuve) et un sémaphore, une capitainerie, un poste des douanes et une station de pilotes de Loire.
Il existe aussi une activité de verrerie, qui prend de l'importance à la fin du XVIIIe siècle avec la création de la verrerie de Jean Nicolas de La Haie Dumény. Elle commence à fonctionner en 1781 et le roi Louis XVI signe le 31 mars 1784 les lettres patentes l'autorisant à fonctionner à condition d'utiliser du « charbon de terre » et non pas de bois. Quelques vestiges de cet établissement, transformé par la suite en savonnerie, subsistent dans la commune.

### Époque contemporaine
XIXe siècle
Au XIXe siècle, Couëron est fortement marquée par l'industrialisation, d'une part par les entreprises locales, mais aussi en raison de la proximité d'Indre qui compte deux très grandes usines : l'arsenal d'Indret (1777) et les Forges de Basse-Indre (1822).
Outre la verrerie, on trouve à Couëron vers 1860 quelques petites entreprises : briqueterie, biscuiterie, etc. ; un changement important est introduit par l'implantation de l'usine métallurgique construite en 1861 le long des bords de Loire par la Société des fonderies et laminoirs de Pontgibaud. Elle traite d'abord le minerai de plomb d'Espagne et de Sardaigne et installera ensuite des laminoirs à laiton et cuivre.
Environ 25 % de la population de Couëron est alors liée à l'industrie. En 1896, des militants socialistes créent une coopérative ouvrière, « La Fraternité ».

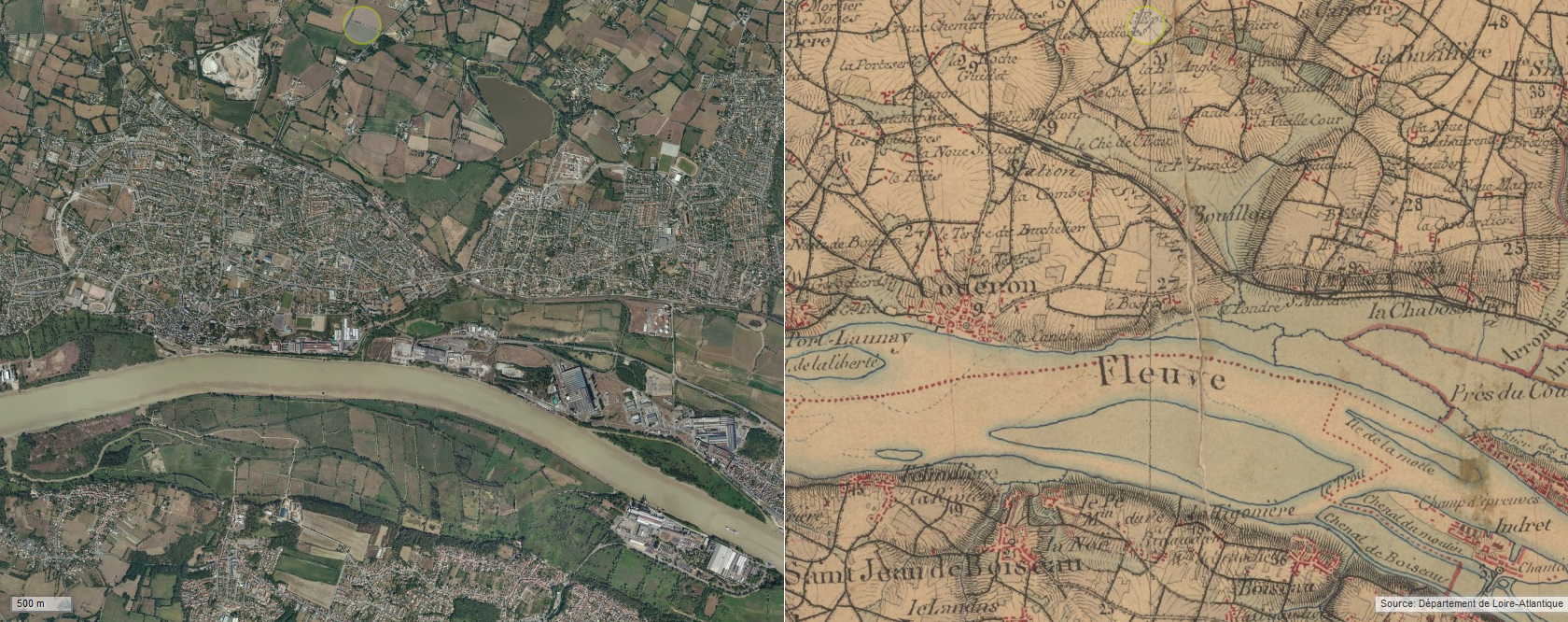
Vue comparative de Couëron 2012-1850.
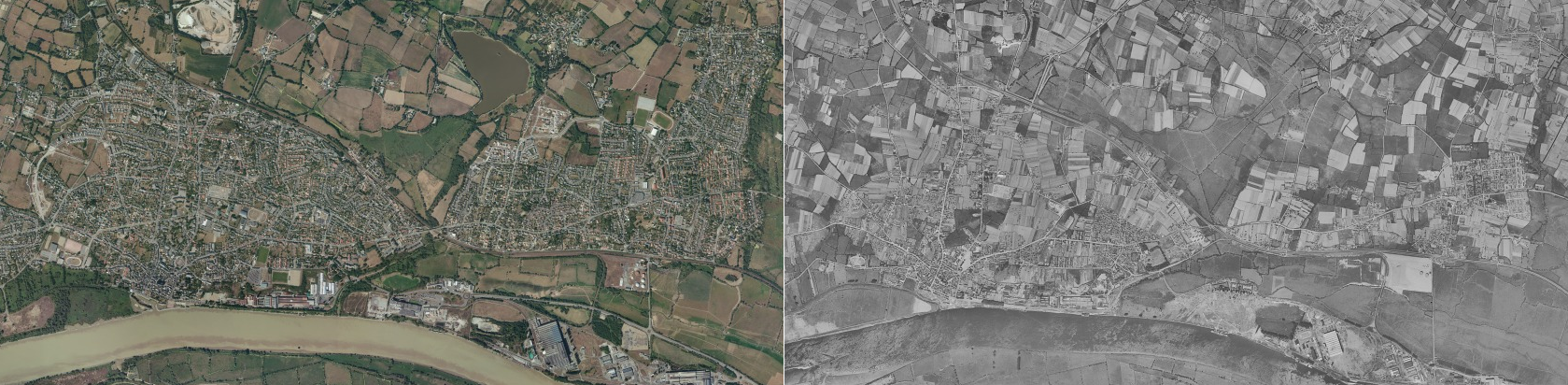
Vue comparative de Coueron 2012-1949.

XXe siècle
Pendant et après la Première Guerre mondiale, les besoins en main-d'œuvre de Couëron et d'Indre entraînent un afflux de travailleurs coloniaux ou étrangers pour lesquels sont construites les cités de la Chabossière (1920), de Bessonneau (avec des maisons en bois), du Bossis.
En 1934, on recense environ 1 500 étrangers, principalement des Polonais (850).
Les années 1920 sont aussi marquées par l'équipement de la ville en lieux publics, notamment la bibliothèque (1927) et le vélodrome (1928), sur le modèle du Vélodrome d'hiver de Paris, remplaçant des pistes de fortune utilisées depuis 1894, c'est-à-dire peu après l'apparition du cyclisme.
L'usine métallurgique continue de fonctionner jusque dans les années 1980, en passant sous le contrôle d'autres entreprises : Pontgibaud (Fonderie de Pontgibaud), puis Tréfimétaux. En 1975, une grève des ouvriers métallurgistes de huit semaines aboutit à l'inculpation de douze conjointes d'ouvriers : l'affaire des douze femmes en colère. L'usine cesse définitivement son activité en décembre 1988. La tour à plomb de Couëron est un vestige spectaculaire de ce complexe industriel ancien.
En 1984, l'entreprise automobile Venturi est créée à Couëron où environ 700 véhicules de la marque seront construits jusqu'en 2000.

## Économie
La ville de Couëron est dotée d'une bonne activité de commerces de proximité portée par l'association des commerçants et artisans de Couëron (CAC2000).
On y trouve plusieurs zones d'activités (ZAC des Hauts de Couëron) et quelques entreprises, notamment :
- NGK Berylco, entreprise métallurgique, spécialisée dans l'alliage du cuivre et du béryllium, qui est un reliquat de l'ancienne activité Tréfimétaux. Cette entreprise a en effet été créée en 1971 comme une filiale de Tréfimétaux et de la société américaine Kawecki Berylco Industries sous le nom de Tréfimétaux Berylco SA (TMB) ; en 1978-79, TMB devient filiale d'une autre société américaine Cabot Corporation, puis en 1986 de la société japonaise NGK (de Nagoya). En 1996, le siège social est transféré de Paris à Couëron[30].
- Sodikart, constructeur de karting créé en 1981, leader mondial du kart de loisirs et de compétition[31].

## Politique et administration

### Politique de développement durable
La ville a engagé une politique de développement durable en lançant une démarche d'Agenda 21 en 2006.

### Jumelages
| Ville | Ville   | Pays | Pays     | Période     |
| ----- | ------- | ---- | -------- | ----------- |
|       | Fleurus |      | Belgique | depuis 1997 |
|       | Wexford |      | Irlande  | depuis 1982 |

Couëron, Wexford et Fleurus constituent un cas de jumelage tripartite.

## Population et société

### Démographie
Selon le classement établi par l'Insee, Couëron fait partie de l'aire urbaine, de l'unité urbaine, de la zone d'emploi et du bassin de vie de Nantes. Toujours selon l'Insee, en 2010, la répartition de la population sur le territoire de la commune était considérée comme « intermédiaire » : 87 % des habitants résidaient dans des zones « intermédiaires » et 13 % dans des zones « peu denses ».
On trouve dans la commune tout un « quartier polonais ». Beaucoup d'Espagnols sont également venus s'installer à la Chabossière pour fuir la guerre civile dans leur pays.

#### Évolution démographique
L'évolution du nombre d'habitants est connue à travers les recensements de la population effectués dans la commune depuis 1793. Pour les communes de plus de 10 000 habitants les recensements ont lieu chaque année à la suite d'une enquête par sondage auprès d'un échantillon d'adresses représentant 8 % de leurs logements, contrairement aux autres communes qui ont un recensement réel tous les cinq ans,.

En 2022, la commune comptait 23 541 habitants, en évolution de +12,64 % par rapport à 2016 (Loire-Atlantique : +6,68 %, France hors Mayotte : +2,11 %).
| 1793  | 1800  | 1806  | 1821  | 1831  | 1836  | 1841  | 1846  | 1851  |
| ----- | ----- | ----- | ----- | ----- | ----- | ----- | ----- | ----- |
| 3 834 | 3 273 | 3 735 | 4 062 | 4 053 | 3 972 | 4 214 | 4 522 | 4 338 |

| 1856  | 1861  | 1866  | 1872  | 1876  | 1881  | 1886  | 1891  | 1896  |
| ----- | ----- | ----- | ----- | ----- | ----- | ----- | ----- | ----- |
| 4 493 | 4 709 | 4 508 | 4 450 | 4 343 | 4 841 | 4 942 | 5 377 | 5 947 |

| 1901  | 1906  | 1911  | 1921  | 1926  | 1931  | 1936  | 1946  | 1954   |
| ----- | ----- | ----- | ----- | ----- | ----- | ----- | ----- | ------ |
| 6 005 | 5 862 | 6 055 | 6 293 | 8 271 | 8 627 | 8 886 | 9 954 | 11 092 |

| 1962   | 1968   | 1975   | 1982   | 1990   | 1999   | 2006   | 2011   | 2016   |
| ------ | ------ | ------ | ------ | ------ | ------ | ------ | ------ | ------ |
| 11 641 | 12 276 | 13 273 | 14 113 | 16 319 | 17 821 | 18 657 | 19 085 | 20 900 |

| 2021   | 2022   | - | - | - | - | - | - | - |
| ------ | ------ | - | - | - | - | - | - | - |
| 23 057 | 23 541 | - | - | - | - | - | - | - |

#### Pyramide des âges
La population de la commune est relativement jeune.
En 2018, le taux de personnes d'un âge inférieur à 30 ans s'élève à 36,2 %, soit en dessous de la moyenne départementale (37,3 %). À l'inverse, le taux de personnes d'âge supérieur à 60 ans est de 21,3 % la même année, alors qu'il est de 23,8 % au niveau départemental.
En 2018, la commune comptait 10 676 hommes pour 11 186 femmes, soit un taux de 51,17 % de femmes, légèrement inférieur au taux départemental (51,42 %).
Les pyramides des âges de la commune et du département s'établissent comme suit.
| Hommes | Classe d’âge | Femmes |
| ------ | ------------ | ------ |
| 0,4    | 90 ou +      | 0,9    |
| 5,0    | 75-89 ans    | 7,4    |
| 14,0   | 60-74 ans    | 14,7   |
| 21,5   | 45-59 ans    | 22,7   |
| 21,0   | 30-44 ans    | 19,7   |
| 16,9   | 15-29 ans    | 16,0   |
| 21,1   | 0-14 ans     | 18,6   |

| Hommes | Classe d’âge | Femmes |
| ------ | ------------ | ------ |
| 0,6    | 90 ou +      | 1,8    |
| 6      | 75-89 ans    | 8,6    |
| 15,1   | 60-74 ans    | 16,4   |
| 19,4   | 45-59 ans    | 18,8   |
| 20,1   | 30-44 ans    | 19,3   |
| 19,2   | 15-29 ans    | 17,4   |
| 19,5   | 0-14 ans     | 17,6   |

## Patrimoine et culture locale

### Lieux et monuments
- L'espace de la tour à plomb : c'est l'une des rares installations industrielles du XIXe siècle qui subsiste. La tour a été en service de 1878 à 1988. Classé monument historique en 1993, l'espace de la tour à plomb fait aujourd'hui partie du patrimoine de la commune et a été reconverti en espace culturel et associatif (incluant notamment la maison des associations et la médiathèque Victor-Jara, installée dans la grande halle Tréfimétaux depuis le 13 mai 2014).
- Le marais Audubon est un vaste espace naturel s'étendant sur 2 000 ha entre les communes de Couëron et Saint-Étienne-de-Montluc. Il fait partie des zones marécageuses des bords de l'estuaire et est alimenté par un réseau hydraulique important ainsi que des canaux. C'est un espace naturel très riche avec plus de 230 espèces d'oiseaux et environ 700 espèces de plantes, dont de nombreuses sont protégées. Cette zone tire son nom du naturaliste Jean-Jacques Audubon, qui grandit à Couëron (à la Gerbetière) et travailla dans ce marais.
- Le fief de Beaulieu comportant les restes d'un des plus anciens châteaux de la commune dont l'existence est attestée en 1608.
- La chapelle de Beaulieu, ex-chapelle du château de Beaulieu. Elle aurait été construite au début du XIXe siècle à côté des vestiges de l'ancienne chapelle.
- L'ancien château de Bougon, fief de la famille Boux de Bougon (manoir du XVIe siècle).
- Le domaine du Bois és loups.
- Le manoir de l'Erdurière (ou « Les Redurieres »)
- Le domaine de la Vinaudière (XVIIIe siècle), appartenant à la fin du XXe siècle à M. et Mme André Megroz.
- Le domaine de Landemont, comprenant un manoir et sa chapelle construits à la fin du XVIIe siècle par François Bachelier de Bercy, maître honoraire en la chambre des comptes de Bretagne. Ses descendants conservent la propriété, d'une superficie de plus de 160 hectares, jusqu'au début du XXe siècle où elle est transmise successivement aux familles Georges Bonnet, Yves Touz, Tanquerey. Peu avant la fin du XXe siècle, M. et Mme Joël Tanquerey cèdent la propriété à M. et Mme Jean-Michel Bosc. 
Le manoir actuel correspond à la partie centrale du château d'origine qui a perdu, sans doute à la révolution, les deux pavillons qui le flanquaient de part et d'autre. Il subsiste à l'intérieur un escalier en granit à mur d'échiffre ainsi que quatre cheminées monumentales d'époque. 
À l'extérieur, la cour d'honneur, précédée par le vivier seigneurial, et à laquelle on accède par une longue avenue privée, est encadrée des communs qui forment un « U » avec le logis principal. Ces dépendances se terminent à l'est par la chapelle et, à l'ouest, par un pavillon à croupe tronquée muni d'un remarquable escalier en arche à double volée.
- Le manoir de la Botardière, appartenant au XVIIe siècle à Pierre Davy, Maître ordinaire en la Chambre des Comptes de Bretagne. Cette même famille y réside encore jusqu'à la révolution sous le nom de Bois David. La demeure appartient à la fin du XXe siècle à la famille Le Masne de Chermont.
- Le domaine du Champ Guillet.
- La Bouraudière (XVIIe siècle).
- L'église paroissiale Saint-Symphorien, reconstruite entre 1872 et 1875.
- La Maison dans la Loire, œuvre de Jean-Luc Courcoult créée dans le cadre de la manifestation artistique « Estuaire 2012 ».
- Le site du Port-Launay qui constitue l'avant-port de Nantes jusqu'au XIXe siècle. De ce fait, le port est un lieu particulièrement apprécié des armateurs qui y possèdent leurs demeures.
- La Gerbetière, propriété acquise en 1781 par Jean Audubon, père de Jean-Jacques Audubon.
- Les bains-douches et lavoirs, construits en 1927 et servant de bibliothèque municipale jusqu'à l'arrivée de la médiathèque de Couëron en 2014.
- La verrerie.
- Le lac de Beaulieu.
- Plusieurs moulins dont ceux de la Galonnière (1740), de La Roche-Guillet, de la Marsillère ou de la Patissière (non loin du château du même nom).

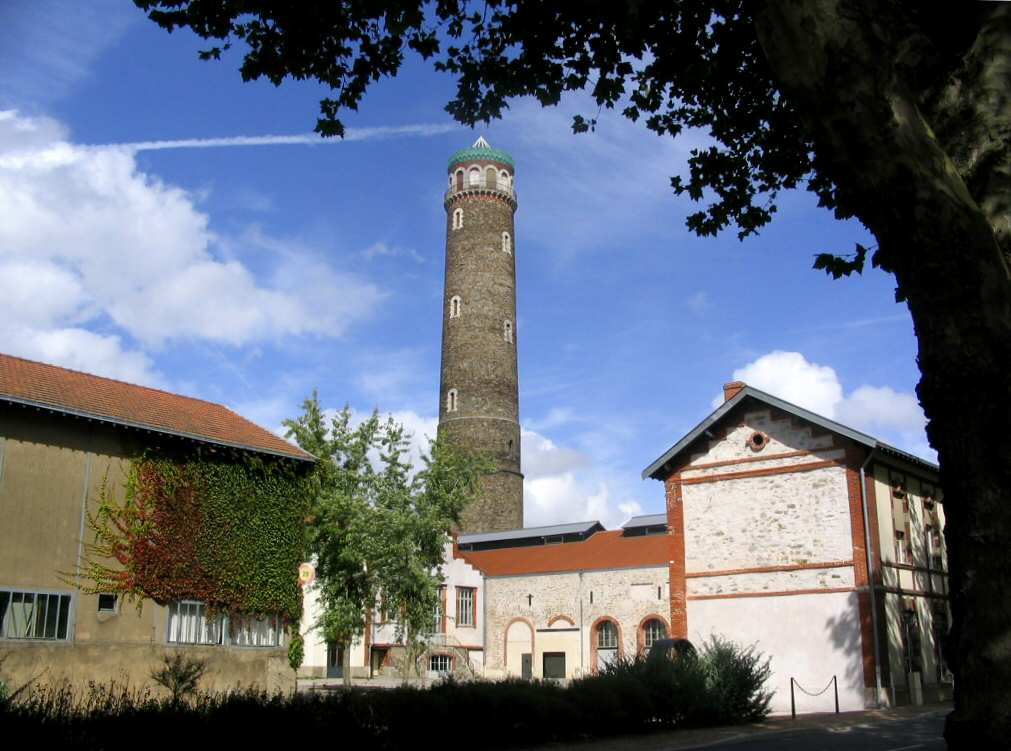
La tour à plomb.
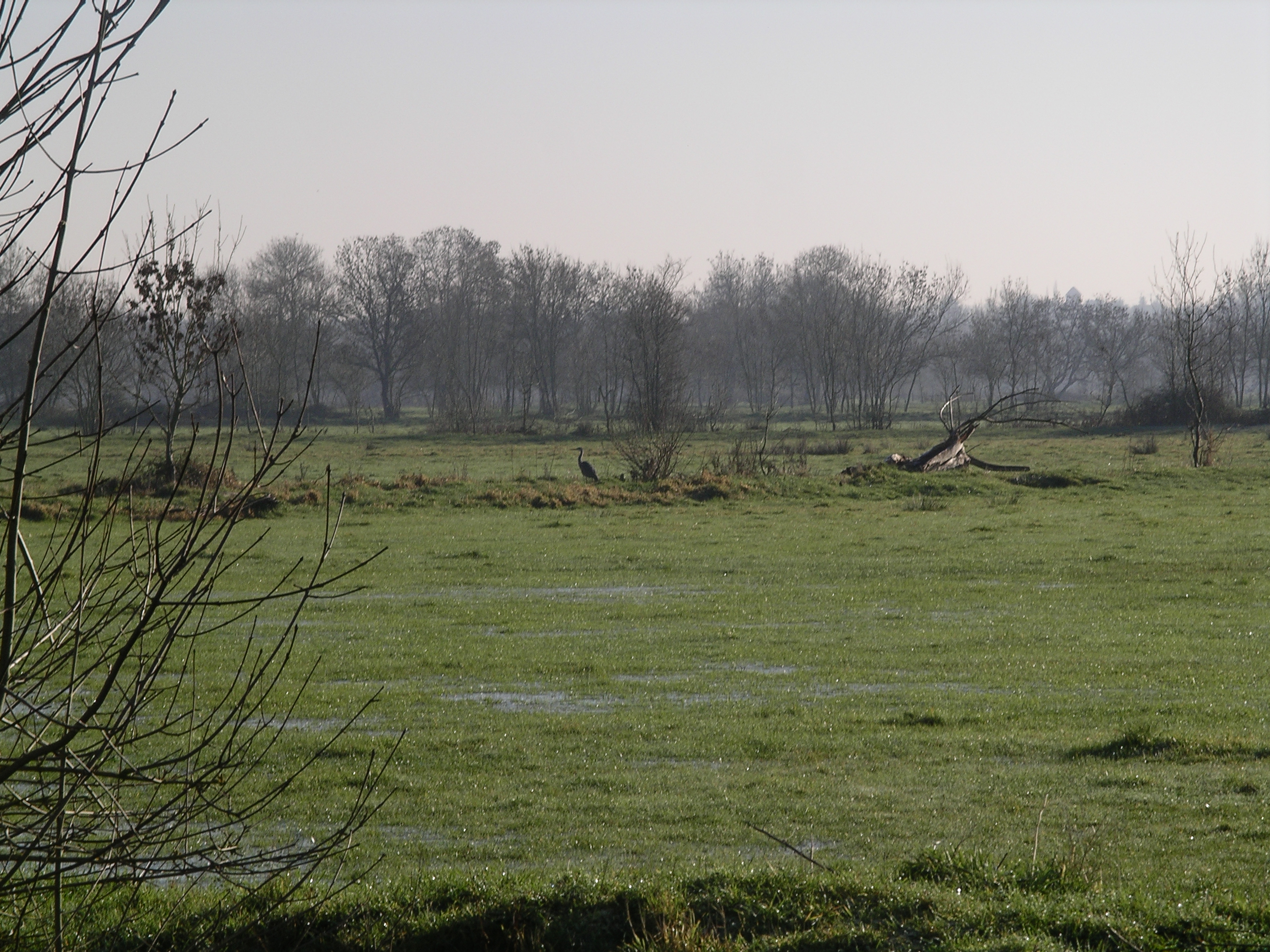
Le marais Audubon.
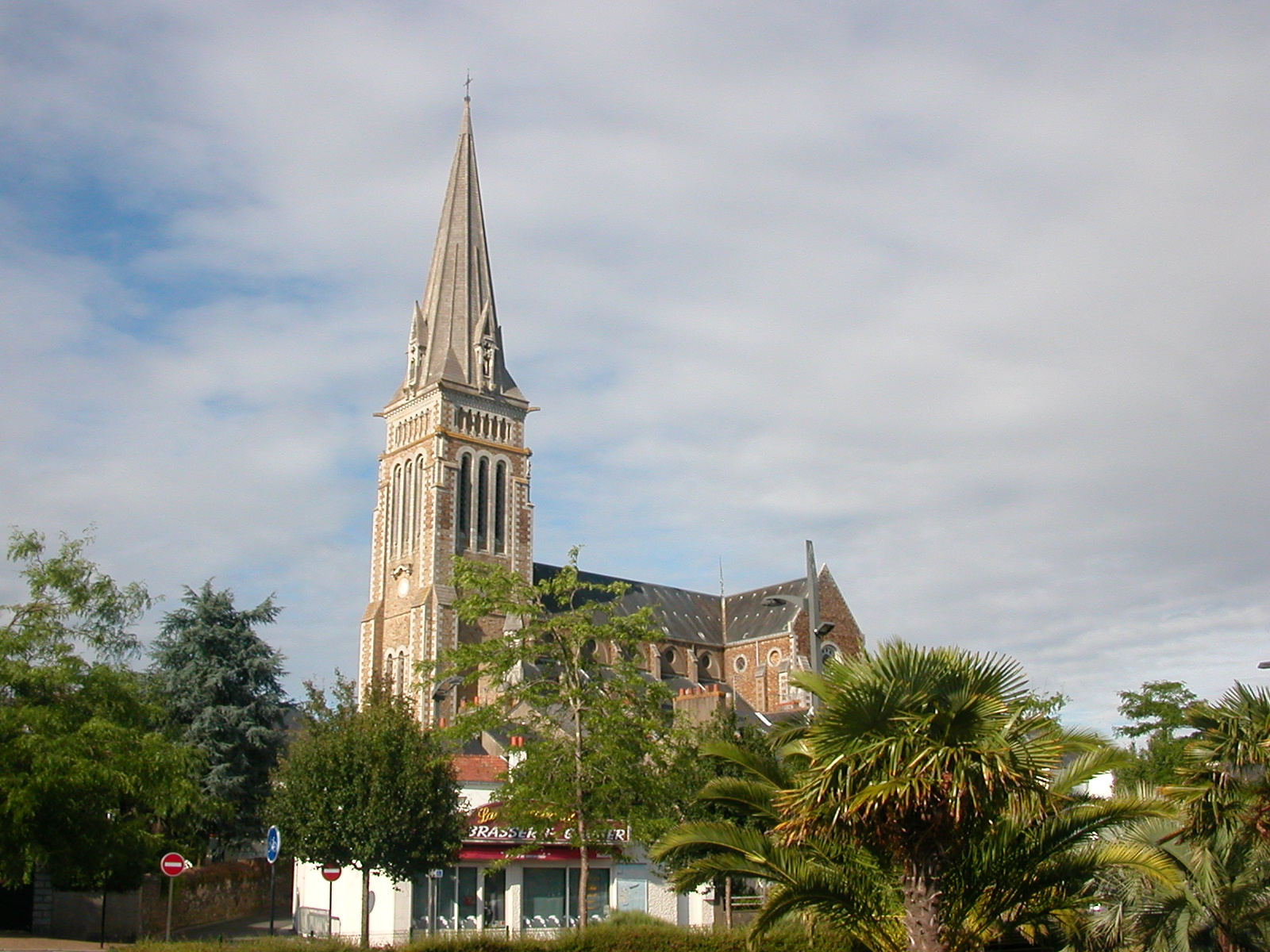
Église Saint-Symphorien (centre-bourg).
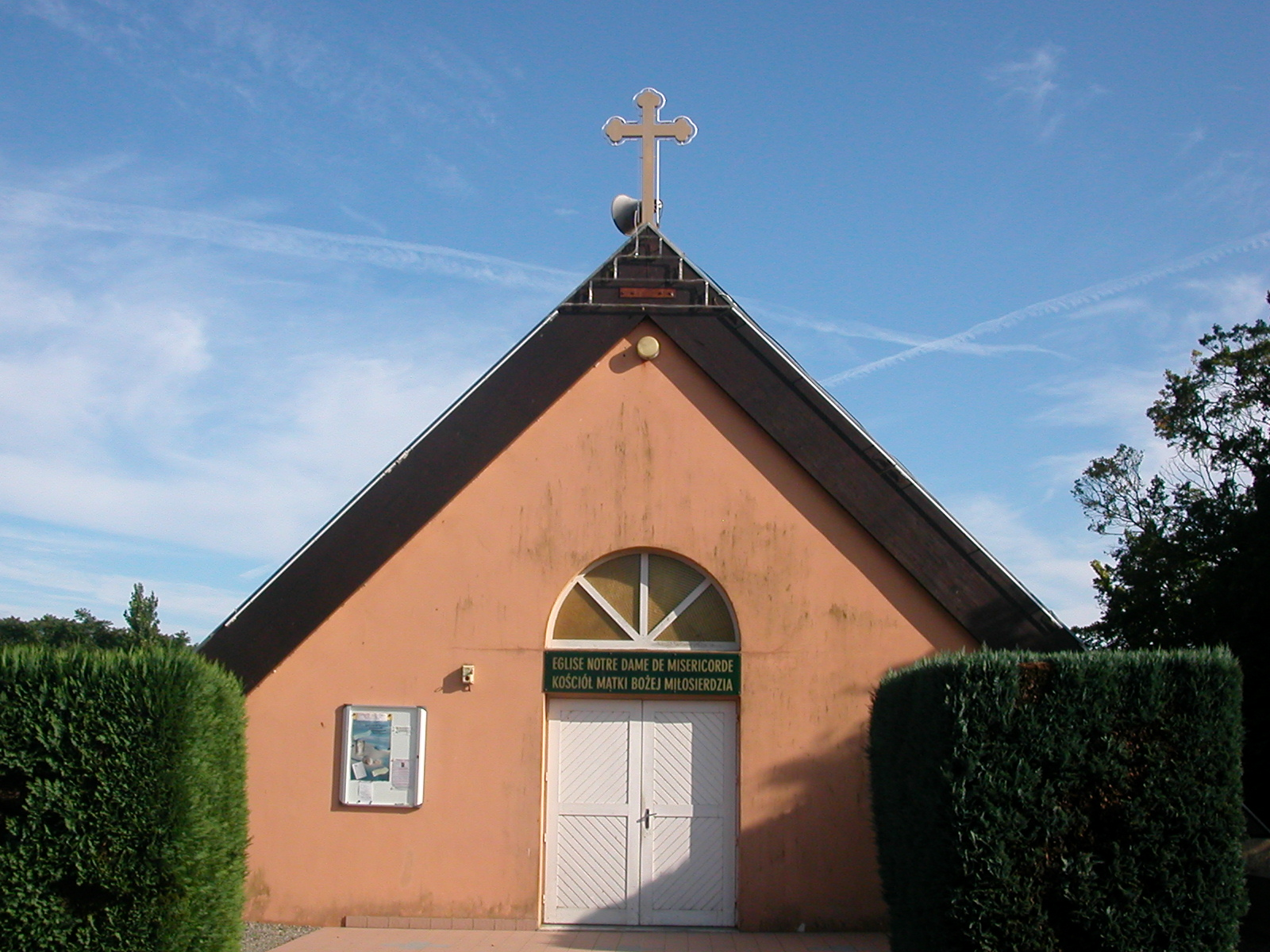
Église polonaise Notre-Dame-de-Miséricorde.
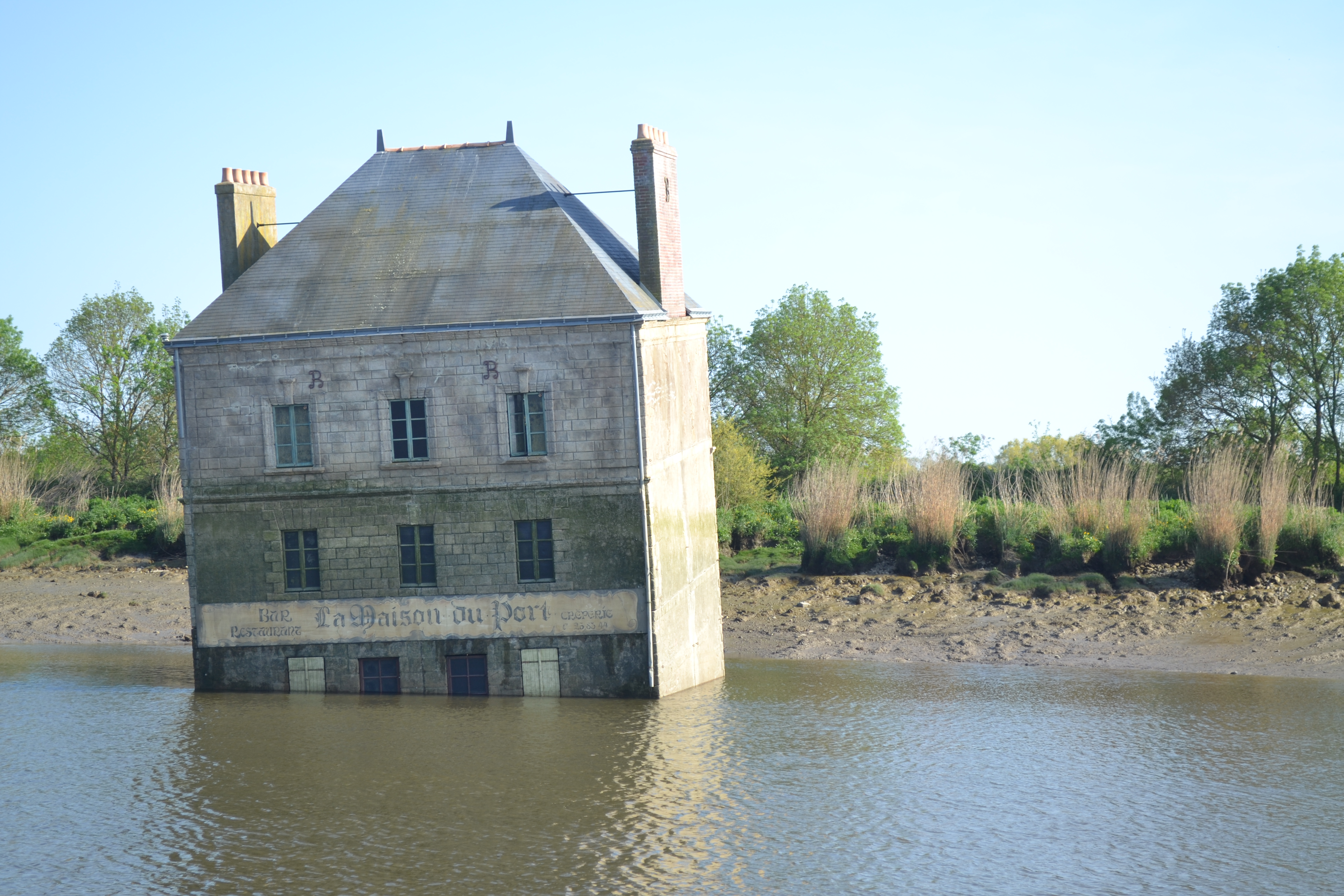
Maison dans la Loire.

### Personnalités liées à la commune
- François II de Bretagne, père de Anne de Bretagne, dernier duc de la Bretagne, est mort à Couëron le 9 septembre 1488. On y trouve sa résidence secondaire et sa chapelle, près du marais de Beaulieu.
- Le peintre et naturaliste américain (d'origine française), Jean-Jacques Audubon passa une partie de son enfance à Couëron, dans la propriété que son père avait acquise avant la révolution, au lieu-dit « la Gerbetière » au Port-Launay[48]. Comme indice de l'importance des travaux d'Audubon, nous pouvons souligner qu'un exemplaire de son ouvrage intitulé Les Oiseaux d'Amérique est le sixième livre le plus cher jamais vendu[49].
- Jean-Baptiste David, sulpicien (1761-1841), futur évêque de Bardstown aux États-Unis et fondateur des Sœurs de la Charité de Nazareth, est né à Couëron.
- Le naturaliste Alcide Dessalines d'Orbigny est né le 6 septembre 1802 à Couëron.
- La compositrice Gisèle Barreau est née le 28 février 1948 à Couëron.
- Le médecin Jean Bernard grandit une partie de son enfance à Couëron.

#### Histoire, généralités
- Jean-Luc Flohic (dir.), Le Patrimoine des communes de la Loire-Atlantique, t. 2, Charenton-le-Pont, Flohic Éditions, coll. « Le patrimoine des communes de France », 1999, 1383 p. (ISBN 2-84234-040-X), « Couëron », pages 1041-1046
- Raymond Briant, Histoire de Couëron, Couëron, 1970
- Raymond Briant, Histoire de Couëron et de la Loire armoricaine, Couëron, Lorisse, coll. « Monographies des Villes et Villages de France », 2004 (1re éd. 1982) (ISBN 978-2843734502)
- Jules Spal, Histoire de Couëron, Lorisse, coll. « Monographies des Villes et Villages de France », 2004 (1re éd. 1991) (ISBN 978-2877604857)

#### Histoire, sujets particuliers
- Marie-Madeleine Le Naire, « La métallurgie lourde dans l’estuaire de la Loire », Norois, vol. 6, no 6,‎ avril-juin 1955, p. 199-207 (ISSN 1760-8546, lire en ligne, consulté le 18 novembre 2013)Cet article évoque les usines de Basse-Indre et de Couëron au début des années 1950.
- De Pontgibaud à Tréfimétaux, Couëron, coll. « Une tour, une histoire », 1997 ;
- Des machines et des hommes, Couëron, coll. « Une tour, une histoire », 2002
- L’Usine, 1975-1976. La grève : quand les femmes ont pris la colère, Couëron, coll. « Une tour, une histoire », 1999.
- Gaston Boucault, La Chabossière de Couëron et ses environs du début du siècle, Nantes, 1986.
- Peter Dontzow, La Citouche : regard sur la « Navale », Centre d’histoire du travail, Nantes, 1997

#### Environnement
- Guy Lorcy, Atlas des arbres, arbustes, arbrisseaux de Couëron, Couëron, 1996